# 隆戈特阿區
隆戈特阿區（西班牙語：Distrito de Longotea），是秘魯的一個區，位於該國西北部拉利伯塔德大區的博利瓦省，始建於1916年11月20日，面積192.88平方公里，海拔高度2,650米，2005年人口2,626，人口密度每平方公里14人。